# Agave difformis
Agave difformis ist eine Pflanzenart aus der Gattung der Agaven (Agave). Ein englischer Trivialname ist „Deformed Century Plant“.

## Beschreibung
Agave difformis formt offene Rosetten mit Wuchshöhen von 70 bis 100 cm und 100 bis 150 cm Breite und bildet reichlich Ableger. Die variabel angeordneten, polymorphen, linealischen, steifen, gestreiften, grün- bis gelbgrünen Blätter sind 50 bis 80 cm lang und 40 bis 60 cm breit. Die weißen bis braunen, welligen, schmalen, hornigen Blattränder sind flexibel gezahnt. Der kräftige braune bis graue Enddorn ist 1,5 bis 3 cm lang.
Der ährige, schlanke, wachsartige Blütenstand wird 3 bis 5 m hoch. Die Blüten sind hellgrün, gelb bis rosa gefärbt. Sie sind 30 bis 40 mm lang und erscheinen am oberen Teil des Blütenstandes. Die Blütenröhre ist 2,5 bis 3,5 mm lang.
Die variabel geformten, dunkelbraunen, dreikammerigen Kapselfrüchte sind 22 bis 26 mm lang und 12 bis 15 mm breit. Die schwarzen, unregelmäßig geformten Samen sind bis 5 mm lang und bis 3 mm breit.

## Systematik und Verbreitung
Agave difformis wächst endemisch in Mexiko in den Bundesstaaten San Luis Potosí und Hidalgo in trockenen Regionen in Kalksteinböden, an steinigen Hängen sowie in Grasland in 1550 bis 1900 m Höhe. Sie ist vergesellschaftet mit Kakteen- und anderen Sukkulentenarten.
Die Erstbeschreibung durch Alwin Berger ist 1915 veröffentlicht worden.
Agave difformis ist ein Vertreter der Gruppe Marginatae. Die robuste Art ist durch die polymorphen, langen schwertförmigen Blätter charakterisiert. Sie bildet dunkelgrüne Mittelstreifen auf beiden Blattseiten. Agave difformis. wird im Botanischen Garten Huntington in San Marino in Kalifornien kultiviert.